# 2000国家大地坐标系
2000国家大地坐标系（英語：China Geodetic Coordinate System 2000，缩写CGCS2000），是中華人民共和國推出的一個国家大地坐标系，是製作国家基本比例尺地图的基础。該坐標系原点为地球的质量中心。虽然名称中提到“2000”，但此系统实际上是在2008年发布。
CGCS2000设计时以国际地球参考系统1997（ITRF97）历元2000.0为参考，和WGS84的偏差不超过1米。目前和其他坐标系统转换是使用CH/T 2014-2016《大地测量控制点坐标转换技术规范》定义的CPM-CGCS2000板块运动参数配合ITRF97的框架点坐标运算。

## 外部連結
- 关于印发《2000国家大地坐标系推广使用技术指南》和《大地测量控制点坐标转换技术规程》的函 （页面存档备份，存于）